# 남희석의 울신시대
이용식의 울산시대는 KBS 울산방송국에서 방영되고 있는 금요일 시사 프로그램이다. 2022년 3월 25일 방송을 끝으로 종방한 이슈인사이드의 후속 프로그램이고, 기존 MC였던 남희석이 2023년 1월 20일부를 끝으로 하차한다.

## 프로그램 소개
이용식의 울산시대는 울산의 이야기는 울산사람이 해야 한다는 고정관념을 과감히 깨뜨리고 외부인의 눈에 비친 모습을 통해 새로운 울산을 
열어가기 위한 방법을 때로는 재미있게, 때로는 심도 있게 풀어나가는 프로그램이다.

## 코너
- 한 주간의 뉴스를 순위로 정리하는 <랭킹 뉴스>
- 화제의 인물을 만나보는 <인물 초대석>
- 울산의 모든 크고 작은 이야기가 주제가 되는 <열린 토론>

## 방송시간
- 금요일 저녁 7:40 ~ 8:30분 KBS1

## 스텝
- 연출: 이지향
- 작가: 최영실, 최영은
- 진행: 개그맨 겸 방송인 이용식